# Яворчек, Доминик
Доминик Яворчек (словац. Dominik Javorček; род. 2 ноября 2002, Бойнице, Тренчинский край) — словацкий футболист, защитник клуба «Жилина», выступающий на правах аренды за немецкий клуб «Хольштайн».

## Клубная карьера
Яворчек — воспитанник клубов «Банник Прьевидза» и «Жилина». 15 августа 2020 года в матче против «Тренчина» он дебютировал в чемпионате Словакии в составе последних. 27 февраля 2021 года в поединке против трнавского «Спартака» Доминик забил свой первый гол за «Жилину». Летом 2024 года Яворчек на правах аренды перешёл в немецкий «Хольштайн».